# Brixham Trawler

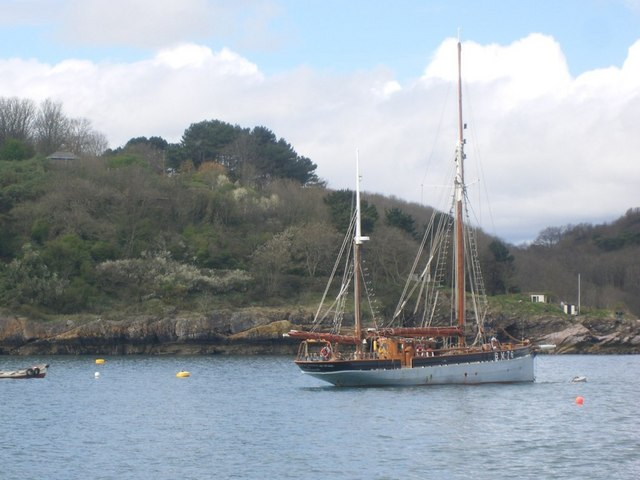
Der Brixham Trawler BM 76 Vigilance

Der Brixham Trawler war ein bedeutender Fischerei-Schiffstyp in der Nordsee. Die etwa 20 Meter lange Ketsch mit Gaffeltakelung war für ihre guten Seeeigenschaften bekannt.

## Geschichte
Der Brixham Trawler war der erste Trawlertyp weltweit. Sein Name leitet sich von der Stadt Brixham in Devon, Großbritannien ab, in der er erfunden wurde. Seine Blütezeit lag etwa in der Mitte des 19. Jahrhunderts. Heute sind nur noch etwa eine Handvoll historischer Fahrzeuge erhalten, die zum Teil als Schul- und Trainingsschiffe dienen. So zum Beispiel die Ethel von Brixham.